# Colocleora albicurvata
Colocleora albicurvata là một loài bướm đêm trong họ Geometridae.